# Anoplolepis macrophthalma
Anoplolepis macrophthalma är en myrart som beskrevs av Arnold 1962. Anoplolepis macrophthalma ingår i släktet Anoplolepis och familjen myror. Inga underarter finns listade i Catalogue of Life.